# Ginástica nos Jogos Pan-Americanos de 1955
A ginástica nos Jogos Pan-americanos de 1955 foi realizada na Cidade do México, México. Esta edição contou com os eventos de escalada, dança com maças, saltos acrobáticos e trampolim, pela primeira vez. Por mais esta edição, apenas os homens competiram na ginástica artística.

## Eventos
- Individual geral masculino
- Equipes masculino
- Solo masculino
- Barra fixa
- Barras paralelas
- Cavalo com alças
- Argolas
- Salto sobre a mesa masculino
- Escalada
- Dança com maças
- Saltos Acrobáticos
- Trampolim

## Medalhistas
| Evento             | Ouro                         | Prata                    | Bronze                       |
| Equipe             | Estados Unidos               | Cuba                     | Argentina                    |
| Individual geral   | John Beckner                 | Joseph Kotys             | Jack Miles                   |
| Argolas            | Richard Beckner              | Donald Holder            | Abie Grossfeld Jack Miles    |
| Barra fixa         | Abie Grossfeld               | Jack Miles               | Joseph Kotys                 |
| Barras paralelas   | John Beckner Richard Beckner | nenhum                   | Abie Grossfeld               |
| Cavalo com alças   | John Beckner                 | Rafael Lecuona           | Joseph Kotys                 |
| Salto              | Joseph Kotys                 | Donald Holder Jack Miles | nenhum                       |
| Solo               | John Beckner                 | Joseph Kotys             | Juan Caviglia Abie Grossfeld |
| Danças com maças   | Francisco José Alvarez       | Donald Harper            | Jack Miles                   |
| Saltos acrobáticos | William Roy                  | Joseph Kotys             | Juan Caviglia                |
| Trampolim          | Donald Harper                | William Roy              | E. Fereda                    |

## Quadro de medalhas
| Ordem | País           | Medalha de ouro | Medalha de prata | Medalha de bronze |    |
| ----- | -------------- | --------------- | ---------------- | ----------------- | -- |
| 1     | Estados Unidos | 12              | 9                | 8                 | 29 |
| 2     | México         | 1               | 0                | 0                 | 1  |
| 3     | Cuba           | 0               | 1                | 3                 | 4  |
| 4     | Argentina      | 0               | 0                | 3                 | 1  |
| 5     | Venezuela      | 0               | 0                | 1                 | 1  |
| TOTAL | TOTAL          | 13              | 12               | 13                | 38 |